# Limie černopruhá
Limie černopruhá, další české názvy: halančík černopruhý, živorodka černoploutvá, živorodka černopruhá (latinsky: Limia nigrofasciata, slovensky: živorodka čiernopása, anglicky: Blackbarred limia, Hump-backed limia). Rybu poprvé popsal v roce 1913 britský ichtyolog Charles Tate Regan (1. únor 1878 – 12. leden 1943). Rodové jméno Limia je odvozeno od latinského slova limus, což znamená bahno, což se odkazuje na potravní zvyklosti ryb.

## Popis
Ryba má základní stříbrné zbarvení s černými pruhy od hlavy až po ocas. Hřbet, oblast pod tlamou a ploutve mívají žlutý nádech, břicho je bělavé. Samice dorůstá 7 cm, byly zaznamenány i samice velikosti 10 cm. Samec má kolem 4 až 5 cm. Pohlaví ryb je snadno rozeznatelné: samci mají pohlavní orgán gonopodium, samice klasickou řitní ploutev.

## Biotop
Ryba žije v jezeře Miragoane na Haiti.

## Chov vakváriu
- Chov ryby: Jedná se o nenáročnou a přizpůsobivou rybu. Podmínkou pro chov je akvárium s tvrdou vodou. V příliš měkké vodě rybu ohrožují nemoci. Nádrž by měla být dobře osázená rostlinami. Doporučuje se její chov v hejnu min. 8 jedinců s převahou samic.[4]
- Teplota vody: Doporučuje se teplota v rozmezí 22–26 °C[4]
- Kyselost vody: od 6,8–7,5 pH[4]
- Tvrdost vody: 10–30 °dGH[4]
- Krmení: Jedná se o všežravou rybu, přijímá tedy umělé vločkové krmivo, mražené krmivo, dává přednost živému krmivu (nítěnky, plankton), rostlinná potrava, např. sušené řasy jsou jen doplněk.[4]
- Rozmnožování: Březost trvá 30 dní. Samice rodí do 20–30 mláďat, která jsou velká 5 mm a ihned přijímají běžnou potravu. Po porodu je vhodné samici odlovit, požírá své mladé. Samci dospívají ve 4 měsících, samcie v 5 až 6 měsících.[pozn. 1][4][5]